# Saint-Hilaire (Essonne)
Saint-Hilaire és un municipi francès, situat al departament de l'Essonne i a la regió de Illa de França. L'any 2007 tenia 345 habitants.
Forma part del cantó d'Étampes, del districte d'Étampes i de la Comunitat d'aglomeració de l'Étampois Sud-Essonne.

## Demografia

### Població
El 2007 la població de fet de Saint-Hilaire era de 345 persones. Hi havia 136 famílies, de les quals 28 eren unipersonals (20 homes vivint sols i 8 dones vivint soles), 40 parelles sense fills, 56 parelles amb fills i 12 famílies monoparentals amb fills.
La població ha evolucionat segons el següent gràfic:
Habitants censats

### Habitatges
El 2007 hi havia 160 habitatges, 134 eren l'habitatge principal de la família, 16 eren segones residències i 9 estaven desocupats. 159 eren cases i 1 era un apartament. Dels 134 habitatges principals, 115 estaven ocupats pels seus propietaris, 14 estaven llogats i ocupats pels llogaters i 5 estaven cedits a títol gratuït; 2 tenien una cambra, 4 en tenien dues, 16 en tenien tres, 27 en tenien quatre i 85 en tenien cinc o més. 108 habitatges disposaven pel capbaix d'una plaça de pàrquing. A 49 habitatges hi havia un automòbil i a 78 n'hi havia dos o més.

### Piràmide de població
La piràmide de població per edats i sexe el 2009 era:
| Homes | Edats   | Dones |
| ----- | ------- | ----- |
| 0     | 95 o +  | 4     |
| 0     | 90 a 94 | 0     |
| 8     | 85 a 89 | 0     |
| 0     | 80 a 84 | 0     |
| 0     | 75 a 79 | 4     |
| 0     | 70 a 74 | 8     |
| 12    | 65 a 69 | 8     |
| 16    | 60 a 64 | 12    |
| 4     | 55 a 59 | 4     |
| 16    | 50 a 54 | 12    |
| 20    | 45 a 49 | 8     |
| 20    | 40 a 44 | 20    |
| 20    | 35 a 39 | 28    |
| 12    | 30 a 34 | 16    |
| 4     | 25 a 29 | 0     |
| 0     | 20 a 24 | 12    |
| 16    | 15 a 19 | 20    |
| 28    | 10 a 14 | 24    |
| 4     | 5 a 9   | 8     |
| 8     | 0 a 4   | 4     |

## Economia
El 2007 la població en edat de treballar era de 250 persones, 189 eren actives i 61 eren inactives. De les 189 persones actives 178 estaven ocupades (92 homes i 86 dones) i 11 estaven aturades (7 homes i 4 dones). De les 61 persones inactives 17 estaven jubilades, 29 estaven estudiant i 15 estaven classificades com a «altres inactius».

### Ingressos
El 2009 a Saint-Hilaire hi havia 152 unitats fiscals que integraven 397,5 persones, la mediana anual d'ingressos fiscals per persona era de 25.242 €.

### Activitats econòmiques
Dels 12 establiments que hi havia el 2007, 4 eren d'empreses de construcció, 2 d'empreses de comerç i reparació d'automòbils, 1 d'una empresa d'informació i comunicació, 3 d'empreses immobiliàries, 1 d'una empresa de serveis i 1 d'una entitat de l'administració pública.
Dels 4 establiments de servei als particulars que hi havia el 2009, 1 era una autoescola, 1 paleta, 1 lampisteria i 1 electricista.
L'any 2000 a Saint-Hilaire hi havia 7 explotacions agrícoles.

## Equipaments sanitaris i escolars
El 2009 hi havia una escola elemental integrada dins d'un grup escolar amb les comunes properes formant una escola dispersa.

## Poblacions més properes
El següent diagrama mostra les poblacions més properes.